# イチンスキー山

イチンスキー山はスレジンヌイ山脈の最高峰。

イチンスキー山（イチンスキーさん、ロシア語: Ичинский вулкан）は、ロシアのカムチャツカ半島の中央部に位置する大きな成層火山である。海抜 3,607 メートルで、半島の中央山脈であるスレジンヌイ山脈の最高峰。イチンスキー火山はカムチャツカ地方で最大の火山の 1 つで、体積は約 450 立方キロメートルである。
この火山は 3 x 5 キロメートルの山頂カルデラで覆われており、その中には 2 つの溶岩円頂丘があり、これが最高峰になる。頂上域全体がかなりの氷冠で覆われており、いくつかの大きな氷河が円錐状に側面を下っている。カルデラでは噴気活動が続いている。
カルデラ縁の下部の火山の側面には、さらに十数個のデイサイト・流紋岩質からなる岩円頂丘が見られる。玄武岩質およびデイサイト質の溶岩流が下側の側面から伸びており、一部の長さは 10 ～ 15 km にもなる。
2006年には日本雪氷学会の「イチンスキー山の氷河観測」が行われている。

## 参照項目
- カムチャツカ地方の地理
- カムチャツカ火山群